# Yahya Golmohammadi
Yahya Golmohammadi, född 19 mars 1971 i Abadan, är en iransk fotbollstränare och tidigare spelare (försvarare). Han debuterade i landslaget mot Kenya den 21 april 1997. Han har gjort 5 mål på 74 matcher i det iranska landslaget.